# Anselmo Micotti
Anselmo Micotti (Camporgiano, 1630 – 1695) è stato uno storico italiano.
Particolarmente noto per le sue ricerche storiche sulla Garfagnana, Anselmo Micotti raccolse testimonianze e documenti fino allora sconosciuti.

## La famiglia
Anselmo Micotti nacque a Camporgiano nel 1630, in una famiglia di notabili trasferitasi nella città circa duecento anni prima. Suo padre, Giovanni Battista, era dottore in legge e avvocato del duca Francesco I d'Este, mentre alcuni dei suoi parenti esercitavano funzioni amministrative o militari per il duca d'Este. Un suo antenato, Tommaso, nato nel 1525 fu podestà di Trassilico. La famiglia, come scrisse lo stesso Micotti, si riteneva discendente dei Michelotti di Perugia.

## L'opera
Anselmo Micotti scrisse nel 1671 Descrittione cronologica della Garfagnana, provincia di Toscana, dedicata al duca Francesco II d'Este. L'opera è divisa in tre parti: descrizione cronologica della storia garfagnina; descrizione delle città e dei borghi garfagnini; descrizione delle famiglie notabili, con alberi genealogici e stemmi araldici. Se per alcuni  storici moderni, le notizie tramandate da Anselmo Micotti non hanno uno specifico valore storico o non sono particolarmente circostanziate, l'opera è tuttavia interessante per avere citato fonti e documenti fino ad allora sconosciuti. Anselmo Micotti, continuò la tradizione della storia locale garfagnina, ispirandosi alle anteriori pubblicazioni di Sigismondo I Bertacchi e di Valentino Carli, aprendo così la via a Pellegrino Paolucci e a Domenico Pacchi.
| Controllo di autorità | VIAF (EN) 307390467 · SBN CUBV112291 |